# Павлова Євдокія Максимівна
Євдокія Максимівна Павлова (нар. 23 червня 1927, село Полошки, тепер Глухівського району Сумської області) — українська радянська діячка, новатор виробництва, бригадир Шосткинського машинобудівного заводу Сумської області. Депутат Верховної Ради УРСР 5-го скликання.

## Біографія
Народилася в бідній селянській родині. У 1940 році закінчила неповно-середню школу, працювала в колгоспі на рядових роботах.
З 1944 року — робітниця, верстатниця, бракувальниця Шосткинського машинобудівного заводу Сумської області.
З 1954 року — бригадир бригади комуністичної праці Шосткинського машинобудівного заводу Сумської області. Бригада Євдокії Павлової протягом ряду років виконувала виробничі завдання на 125-130% при відмінній якості продукції.
Потім — на пенсії у місті Шостці Сумської області.

## Нагороди
- ордени
- медалі